# Cunitz (cráter)
El Cunitz es un cráter de impacto situado en el planeta Venus, de aproximadamente 48 km de diámetro. Se encuentra en la llamada Eistla Regio.
Se encuentra situado en las coordenadas 14,5° norte y 350,9° este, próximo al Gula Mons.
El origen de su nombre se encuentra en la astrónoma Maria Cunitz, quien estudió el fenómeno de las fases visibles de Venus en el siglo XVII.